# Primera División (Uruguay) 1947
Die Saison 1947 der Primera División war die 44. Spielzeit (die 16. der professionellen Ära) der höchsten uruguayischen Spielklasse im Fußball der Männer, der Primera División.
Die Primera División bestand in der Meisterschaftssaison des Jahres 1947 aus zehn Vereinen, deren Mannschaften in den insgesamt 90 Meisterschaftsspielen jeweils zweimal aufeinandertrafen. Es fanden 18 Spieltage statt. Die Meisterschaft gewann Nacional Montevideo als Tabellenerster vor den punktgleichen Vereinen Peñarol Montevideo, Rampla Juniors und Club Atlético Defensor auf den Plätzen 2 bis 4 der Saisonabschlusstabelle. Um den zweiten Meisterschaftsplatz fand eine auf drei Begegnungen ausgelegte Play-off-Runde zwischen den zweit- bis viertplatzierten Mannschaften statt, die jedoch nach dem zweiten Spiel nicht fortgesetzt wurde. Damit wurde die Vizemeisterschaft nicht offiziell vergeben. Als Tabellenletzter stieg der Club Sportivo Miramar ab. Torschützenkönig wurde mit 17 Treffern Nicolás Falero.

## Jahrestabelle
| Pl. | Verein                  | Sp. | S  | U | N  | Tore    | Diff. | Punkte |
| --- | ----------------------- | --- | -- | - | -- | ------- | ----- | ------ |
| 1.  | Nacional Montevideo (M) | 18  | 11 | 5 | 2  | 044:150 | +29   | 27     |
| 2.  | Peñarol Montevideo      | 18  | 9  | 3 | 6  | 041:260 | +15   | 21     |
| 3.  | Rampla Juniors          | 18  | 9  | 3 | 6  | 035:270 | +8    | 21     |
| 4.  | Club Atlético Defensor  | 18  | 9  | 3 | 6  | 033:280 | +5    | 21     |
| 5.  | River Plate             | 18  | 6  | 8 | 4  | 025:190 | +6    | 20     |
| 6.  | Liverpool FC            | 18  | 9  | 2 | 7  | 033:350 | −2    | 20     |
| 7.  | Central                 | 18  | 6  | 2 | 10 | 036:440 | −8    | 14     |
| 8.  | CA Cerro (N)            | 18  | 5  | 4 | 9  | 028:420 | −14   | 14     |
| 9.  | Montevideo Wanderers    | 18  | 4  | 5 | 9  | 024:360 | −12   | 13     |
| 10. | Club Sportivo Miramar   | 18  | 2  | 5 | 11 | 019:460 | −27   | 09     |

| (M) | Meister der vorangegangenen Saison  |
| (N) | Aufsteiger aus der Segunda División |

## Play-off-Runde um den 2. Platz
- 1. Spiel: Club Atlético Defensor – Peñarol Montevideo 3:1
- 2. Spiel: Peñarol Montevideo – Rampla Juniors 2:1
- 3. Spiel: Club Atlético Defensor – Rampla Juniors nicht ausgetragen